# Marcos (nombre propio)
Marcos,  en su variante en italiano, Marco, es un nombre de pila masculino. 
De origen latino, su forma latina original es Marcus, originada a su vez en el adjetivo marticus, que significa «consagrado de los dioses», siendo Marte el dios romano de la guerra. Otros sostienen que «Marcos» posee un origen germánico y que deriva de la palabra martello, que significa «viril».
Sus diminutivos son: Marquitos, Marquillos y  Marquinhos. Sus variantes femeninas son: Marcosa, Marcy y  Marlota.

## Variantes en otros idiomas
- Alemán: Markus, Marco.
- Árabe: ﻣﺮﻛﺲ (Markus o Morcos).
- Asturiano: Marcos.
- Bretón: Markoko.
- Catalán: Marc.
- Checo: Marc, Marek.
- Chino: 马科斯.
- Croata: Marko.
- Danés: Markus.
- Eslovaco: Marek.
- Esloveno: Marko.
- Español: Marcos, Marco, Marloto.
- Esperanto: Marko.
- Estonio: markko .
- Finlandés: Markku, Markus.
- Francés: Marc
- Galés: Marc.
- Gallego: Marco, Marcos.
- Griego: Μάρκος (Márcos).
- Húngaro: Márk
- Inglés: Mark, Marcus.
- Irlandés: Mairc, Marcas.
- Italiano: Marco.
- Japonés: マルコ (Romaji: Maruko).
- Latín: Marcus.
- Letón: Marks.
- Lituano: Markas.
- Neerlandés: Marcus.
- Nórdico: Markku.
- Noruego: Mark.
- Polaco: Marek.
- Portugués: Marco, Marcos, Diminutivo:  Marquinho.
- Rumano: Marcus.